# Antoni Karczewski
Antoni Karczewski herbu Jasieńczyk – kasztelan liwski w 1738 roku, pisarz grodzki i ziemski czerski w 1726 roku, skarbnik czerski w 1715 roku, marszałek sejmiku przedsejmowego ziemi czerskiej w 1733 roku.

## Życiorys
Syn Jana Władysława, podczaszego warszawskiego i Zofii Komońskiej herbu Lis. W czasie elekcji w 1733 roku został sędzią generalnego sądu kapturowego. Poseł ziemi czerskiej na sejm nadzwyczajny pacyfikacyjny 1736 roku.
Żonaty z Heleną z Grabianków, miał córki: Dorotę Niszczycką, Agnieszkę Okęcką oraz synów: Józefa, Michała, Kajetana i Konstantego.